# 80 (число)
80 (вісімдеся́т) — Натуральне число між 79 і 81.

## Математика
- Сума значень функції Ейлера перших шістнадцяти чисел рівна 80.
- 80 є напівдосконалим числом, тобто воно рівне сумі деякої підмножини своїх дільників (наприклад 1, 4, 5, 10, 20 і 40)).
- 80 є числом харшад.
- У пентеракта 80 ребер і 80 граней.

## Хімія
- Атомний номер ртуті.

## Дати
80 рік, 80 рік до нашої ери